# Ялмар Сьоберг
Ялмар Сьоберг (швед. Jalmar Sjöberg; нар. 31 березня 1985, Текоматорп, комуна Свалев, лен Сконе) — шведський борець греко-римського стилю, бронзовий призер чемпіонату світу, срібний та бронзовий призер чемпіонатів Європи, учасник Олімпійських ігор. 
Боротьбою займається з 1994 року. 

## Виступи на Олімпіадах
| Змагання                    | Збірна | Вагова категорія | Місце |
| --------------------------- | ------ | ---------------- | ----- |
| Літні Олімпійські ігри 2008 | Швеція | 120 кг           | 5     |

## Виступи на Чемпіонатах світу
| Змагання                        | Збірна | Вагова категорія | Місце  |
| ------------------------------- | ------ | ---------------- | ------ |
| Чемпіонат світу з боротьби 2005 | Швеція | 120 кг           | 21     |
| Чемпіонат світу з боротьби 2006 | Швеція | 120 кг           | 5      |
| Чемпіонат світу з боротьби 2007 | Швеція | 120 кг           | 18     |
| Чемпіонат світу з боротьби 2009 | Швеція | 120 кг           | Бронза |

## Виступи на Чемпіонатах Європи
| Змагання                         | Збірна | Вагова категорія | Місце  |
| -------------------------------- | ------ | ---------------- | ------ |
| Чемпіонат Європи з боротьби 2006 | Швеція | 120 кг           | 15     |
| Чемпіонат Європи з боротьби 2007 | Швеція | 120 кг           | Бронза |
| Чемпіонат Європи з боротьби 2008 | Швеція | 120 кг           | 11     |
| Чемпіонат Європи з боротьби 2009 | Швеція | 120 кг           | Срібло |

## Виступи на інших змаганнях
| Змагання                                 | Збірна | Вагова категорія | Місце  |
| ---------------------------------------- | ------ | ---------------- | ------ |
| Північний чемпіонат з боротьби 2003      | Швеція | 120 кг           | Срібло |
| Північний чемпіонат з боротьби 2006      | Швеція | 120 кг           | Золото |
| Гран-прі Німеччини з боротьби 2007       | Швеція | 120 кг           | Золото |
| Олімпійський кваліфікаційний турнір 2008 | Швеція | 120 кг           | Золото |
| Тор Мастерс 2009                         | Швеція | 120 кг           | Золото |
| Гран-прі Німеччини з боротьби 2009       | Швеція | 120 кг           | Срібло |
| Північний чемпіонат з боротьби 2009      | Швеція | 120 кг           | Золото |
| Північний чемпіонат з боротьби 2011      | Швеція | 120 кг           | 4      |